# Алексеев, Николай Александрович (баскетболист)
Николай Александрович Алексеев (бел.  Мікалай Аляксандравіч Аляксееў; род. 12 января 1978, Витебск) — белорусский баскетболист и тренер. Выступал на позиции центрового.

## Игровая карьера
Николай Алексеев — воспитанник витебской ДЮСШ №4. Первый тренер — Олег Дмитриевич Морозов.
Проходил обучение в Республиканском училище олимпийского резерва в Минске. В составе клуба РУОР стал чемпионом Беларуси в сезоне 1996/1997.
В 1997 году уехал в США, выступал за команду университета Баффало.
В 2000 году вернулся в Европу. Два сезона провёл в московском ЦСКА, участвовал в Финале четырёх Евролиги 2000/2001.
В сентябре 2002 года перёшёл в клуб «ФМП Железник» из Белграда, но уже в ноябре расторг контракт с клубом и стал игроком тульского «Арсенала». В следующем сезоне перешёл в клуб ЦСК ВВС-Самара, где провёл полтора сезона. Затем выступал за клубы Украины, Греции, Кипра, Латвии, Венгрии, Румынии, становился чемпионом Кипра и Венгрии. Игровую карьеру завершал в клубах Ирана.
Выступал за сборную Беларуси по баскетболу с 1998 по 2014 год.

## Тренерская карьера
После окончания игровой карьеры работал тренером-преподавателем в Республиканском государственном училище олимпийского резерва. Руководил командой юношей РГУОР 2003—2004 года рождения.
В 2015—2016 годах был вторым тренером юношеской сборной Беларуси (U-16). С октября 2017 по сентябрь 2020 года — главный тренер юношеской сборной Беларуси (U-16).

## Семья
Жена, Юлия — бывшая участница группы поддержки баскетбольного клуба ЦСКА. Сыновья — Максим и Константин.

## Достижения
- Чемпион Беларуси: 1996/1997.
- Чемпион Кипра: 2005/2006.
- Чемпион Венгрии: 2007/2008.
- Бронзовый призёр чемпионата Венгрии: 2009/2010.
- Обладатель Кубка Беларуси: 1997.